# Stavkirke de Rødven

La stavkirke de Rødven (en norvégien : Rødven stavkyrkje) est une stavkirke (« église en bois debout ») érigée à Rødven (en) (aujourd'hui dans la commune de Rauma, comté de Møre og Romsdal) au XIIe siècle et reconstruite au XIVe siècle. La nef et le porche sud remontent à cette période, le reste a été construit ultérieurement. En 1907, une nouvelle église de Rødven a été construite en face de l'ancienne, qui n'est plus utilisée pour le culte sauf une fois par an, pour la fête d'Olsok (en), et est la propriété de la Société pour la préservation des monuments historiques de Norvège.

## Histoire

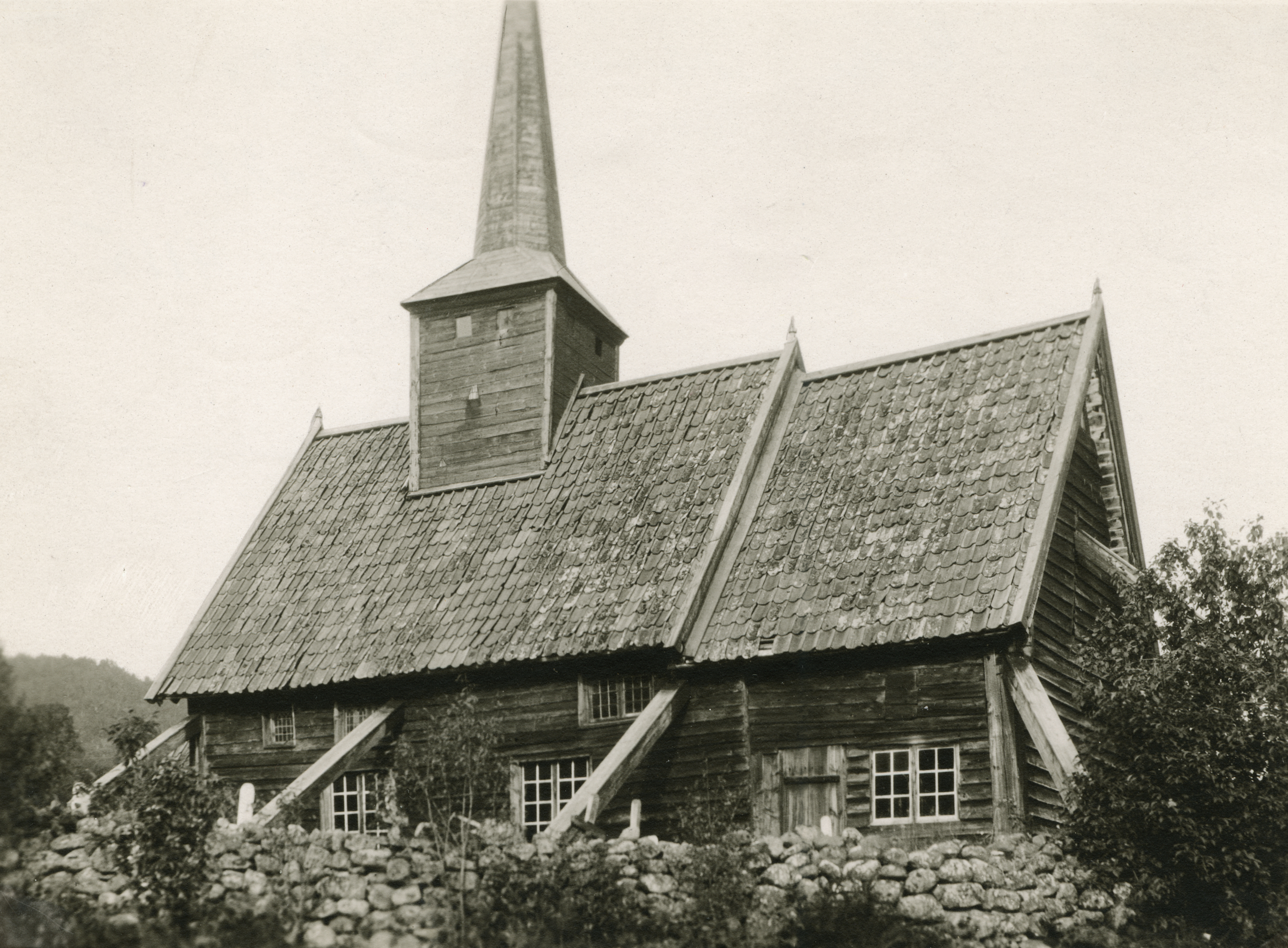
L'église au début du XX.

Les archives de l'église conservées jusqu'à la période contemporaine remontent à 1547, mais la première église construite sur ce site était une église de bois (stavkirke) construite au XIIe siècle, église annexe faisant partie de la paroisse de l'ancienne église de Veøy, sur l'île de Veøya. Cette église est restée debout environ deux siècles avant d'être remplacée par un nouveau bâtiment, également une stavkirke. L'église a une nef rectangulaire de 9 × 6,4 m, avec un chœur rectangulaire de 3,4 × 4,5 m du côté est. Il y a une petite tour sur le toit de la nef. Cette nouvelle église a probablement réutilisé des matériaux de l'ancienne, notamment le portail nord et son crucifix orné. C'est la plus ancienne des églises de type dit « Møre » et la seule à être antérieure à la Réforme.
L'église est mentionnée dans le Trondhjems Reformats 1589, un rapport sur le diocèse de Nidaros soumis au roi Christian IV de Danemark et de Norvège en 1589. Vers 1600, le chœur a été détruit et remplacé par un nouveau, plus long de 3 mètres et aussi large que la nef. Les corridors extérieurs qui entouraient le bâtiment ont été supprimés à cette époque. En 1651, une sacristie a été ajoutée du côté nord du chœur. En 1689, une tempête a fait tomber la tour et endommagé le toit, qui a été réparé de façon provisoire avant une rénovation complète conduite en 1712 par le prêtre de la paroisse de à cette époque, Thomas von Westen, incluant la réparation de la structure des murs et du toit - le faîtage actuel date de cette époque. Des poutres de soutien extérieures ont également été ajoutées à cette époque, un à chacun des quatre coins, et deux supplémentaires pour les murs sud et nord. Un nouveau porche est construit du côté ouest. Un nouveau toit et une nouvelle tour sont également mis en place, ainsi qu'un nouvel autel et une nouvelle chaire à l'intérieur de l'église.

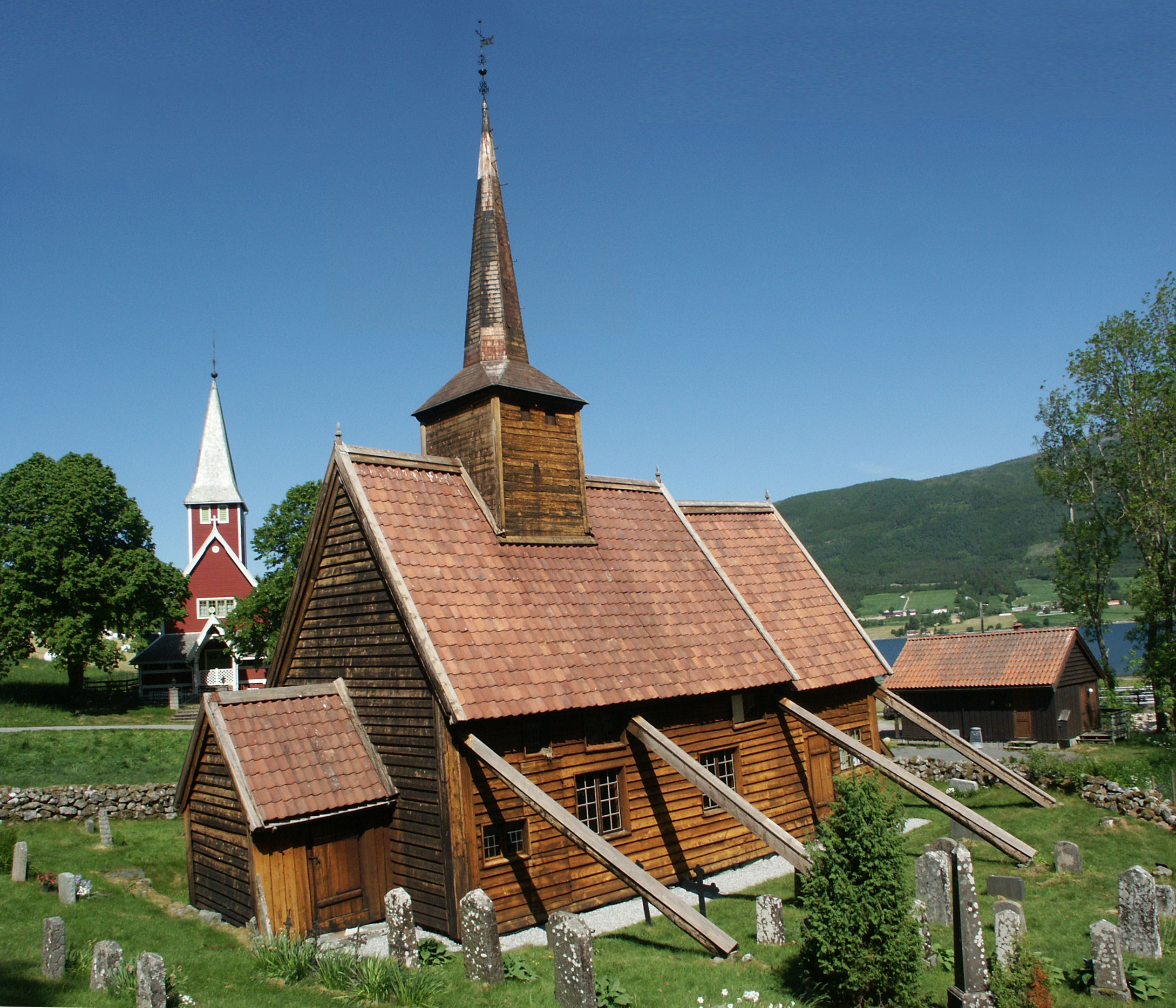
L'église en 2007.

La structure paroissiale de la région est modifiée au début du XXe siècle. Une nouvelle paroisse est créée à Holm en 1901 ; deux très anciennes églises, l'ancienne église de Veøy (en) et l'église de Rødven, sont remplacées par trois églises de style drakstil assez similaires en 1907. L'église de Holm (en) est devenue l'église principale de la rive sud du Langfjorden et la nouvelle église de Veøy est devenue l'église principale de la rive nord ; ces deux églises ont été conçues par Karl Norum (en). Dans le même temps, une nouvelle chapelle a été conçue par l'architecte Jens Zetlitz Monrad Kielland (en) et construite à 40 mètres au Nord de l'église de Rødven. Une fois la construction terminée, la stavkirke a cessé d'être utilisée pour le culte. En 1908, elle a été achetée par la Société pour la préservation des monuments historiques de Norvège qui en a fait un musée, même si la paroisse l'utilise de façon exceptionnelle. La chapelle a depuis été élevée au rang d'église paroissiale et est appelée église de Rødven (en). 
Une étude archéologique a été menée en 1962-1963 sous la direction de Håkon Christie (en). Au cours de ces fouilles, des traces de poteaux d'un bâtiment plus ancien ont été découvertes au même endroit, ce qui a permis de confirmer que l'église actuelle n'était pas la première à avoir été construite sur ce site. De nombreux artefacts ont également été trouvés sous le sol du bâtiment. Des traces d'habitat et des tombes datant de l'âge du fer et de l'Antiquité ont également été trouvées près de l'église.

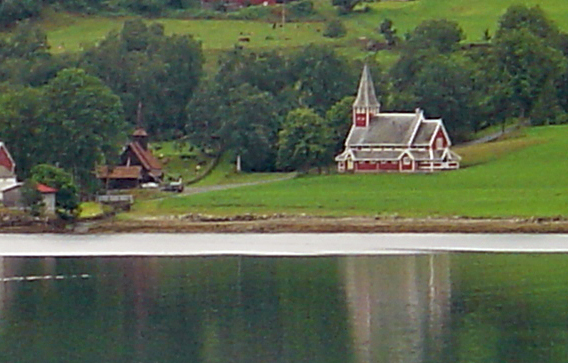
Les deux églises.